# Adolphe Merle
Adolphe Emmanuel Justinien Merle est un homme politique français né le 25 décembre 1887 à Sète (Hérault) et mort le 30 janvier 1930 dans le 16e arrondissement de Paris.

## Biographie
Son père François Marius Merle (né à Marseille en 1866-1943) était ingénieur mécanicien, marié à Sète en 1886 avec Marie Jeanne Figaret fille d'un capitaine au long cours. Adolphe a fait ses études à Voiron puis à Aix-en-Provence où il a obtenu le diplôme d'ingénieur des arts et métiers. 

### La première guerre mondiale
Il a fait son service militaire de 1908 à 1910 au 5e régiment du génie au Mont Valérien. Rappelé le 1er août 1914, il devient caporal le 1er septembre 1914, sergent le 20 janvier 1915, adjudant le 28 avril 1916, sous-lieutenant de réserve le 20 février 1917.  Il sert dans le 5e bataillon de sapeurs télégraphistes, puis le 8e régiment du génie. Il est libéré le 18 avril 1919. Il a obtenu plusieurs citations. Nous n'avons que le début de la première citation. La seconde citation est rédigée ainsi : « Excellent officier, sans cesse dans la bataille, s'est dépensé sans compter pour maintenir les liaisons des éléments avancés, assurant en même temps dans les conditions les plus périlleuses la marche, dans un ordre parfait, de son personnel. A donné à ses hommes, dans des circonstances difficiles, un exemple de bravoure et de sang-froid ».

### L'homme public
Revenu à Sète, il se marie le 15 janvier 1919 avec Anne Marie Louise Galavielle. Il fonde un cabinet d'ingénieur conseil. Il apporte alors ses compétences au service de nombreuses caves coopératives de la région.
Il s'est présenté aux élections législatives de 1928 dans la 3e circonscription de Montpellier,. Il a été élu au second tour par 6 790 voix sur 13 595 votants, contre 6 659 voix à Lucien Salette. Il a été député de l'Hérault de 1928 à 1930, siégeant sur les bancs radicaux. 
Il appartint à la commission de la marine marchande et à celle des travaux publics au sein desquelles il travaille à l'amélioration de l'équipement de nos grands ports, dont celui de Sète.
Adolphe Merle a écrit un article Racolage et grappillage paru le 28 janvier 1929 dans l'Homme Libre. On peut en le lisant apprécier le style et l'humour d'Adolphe Merle. Dans un Libre propos paru le 28 janvier 1929, Adolphe Merle se préoccupe des tuberculeux victimes de la guerre, du travail et de la paix.
La maladie l'a emporté très jeune,. Son siège à l'Assemblée a été occupé à sa suite en 1930 par son adversaire Lucien Salette.
Un quai de Sète porte le nom d'Adolphe Merle.